# Coup d'éclat
Ne doit pas être confondu avec Coup d'éclat (film, 2011).
Pour plus de détails, voir Fiche technique et Distribution.
Coup d'éclat ou Complot au crépuscule au Québec (After the Sunset) est un film américain réalisé par Brett Ratner et sorti en 2004.
Pierce Brosnan incarne ici le voleur Max Burdett qui est poursuivi par l'agent du FBI Stan Lloyd, joué par Woody Harrelson. Le film reçoit des critiques globalement négatives et est un échec au box-office.

## Synopsis
Max Burdett et Lola Cirillo sont deux cambrioleurs. Après avoir volé de nombreux diamants, ils décident d'arrêter leurs maraudages répétitifs et de se fuir vers Paradise Island, une île paradisiaque et touristique des Bahamas, où ils pourront vivre une paisible retraite. Leur tranquillité réciproque est interrompue par un agent du FBI, Stan Lloyd, bien connu du couple de malfaiteurs, débarque sur l'île, les informant qu'un bateau de croisière va bientôt faire escale dans l'archipel, avec à son bord le troisième et dernier  diamant de Napoléon, celui que Max et Lola n'ont pas encore dérobé. Le couple se refuse alors à commettre un nouveau vol, ce qui serait contraire à leur engagement, mais la tentation est particulièrement forte.

## Fiche technique
- Titre original : After the Sunset
- Titre français : Coup d'éclat
- Titre québécois : Complot au crépuscule
- Réalisation : Brett Ratner
- Scénario : Paul Zbyszewski et Craig Rosenberg, d'après une idée de Paul Zbyszewski
- Musique : Lalo Schifrin
- Photographie : Dante Spinotti
- Montage : Mark Helfrich
- Décors : Geoffrey Kirkland
- Costumes : Rita Ryack
- Producteurs : Beau Flynn, Kent Alterman, Keith Goldberg et Jay Stern
- Sociétés de production : Firm Films, Contrafilm et Rat Entertainment
- Sociétés de distribution : New Line Cinema (États-Unis), Alliance Atlantis Vivafilm (Canada), Metropolitan Filmexport (France)
- Genre : Comédie dramatique, action, casse
- Budget : 60 millions de dollars[1]
- Pays de production :  États-Unis
- Format : Couleur - 35 mm - 2,35:1 - son Dolby SRD / DTS
- Dates de sortie[2] :
  - États-Unis, Canada : 12 novembre 2004
  - France : 9 février 2005

## Distribution
- Pierce Brosnan (VF : Emmanuel Jacomy ; VQ : Daniel Picard) : Max Burdett
- Salma Hayek (VF : Déborah Perret ; VQ : Valérie Gagné) : Lola Cirillo
- Woody Harrelson (VF : Renaud Marx ; VQ : Alain Zouvi) : Stan Lloyd
- Don Cheadle (VF : Jean-Paul Pitolin ; VQ : François L'Écuyer) : Henry Mooré
- Naomie Harris (VF : Annie Milon ; VQ : Isabelle Payant) : Sophie
- Chris Penn : Rowdy
- Troy Garity : Luc
- Obba Babatundé : Zacharias
- Russell Hornsby (VF : Frantz Confiac) : Jean-Paul
- Mykelti Williamson : l'agent Stafford
- Rex Linn : l'agent Kowalski
- Gianni Russo : le fan des Clippers
- Robert Curtis Brown : un agent fédéral
- Mark Moses : un agent fédéral
- Michael Bowen : un agent fédéral
- Noémie Lenoir, Omahyra Mota et Oluchi Onweagba : les filles de Mooré
- Edward Norton : lui-même (non crédité)
- Karl Malone : lui-même
- Shaquille O'Neal : lui-même
- Gary Payton : lui-même
- Jeff Garlin : Ron
- Lisa Thornhill : Gail
- Kate Walsh : Sheila
- Tom McGowan : Ed
- Joel McKinnon Miller : Wendell
- Rachael Harris : June
- Shakara Ledard : la masseuse
- Dyan Cannon : elle-même (non créditée)

## Production

### Genèse, développement et attribution des rôles
Le script original de Paul Zbyszewski (en) est découvert par les producteurs Beau Flynn et Tripp Vinson. Le scénario est ensuite acheté par New Line Cinema et les producteurs embauchent Craig Rosenberg pour des réécritures. Dès lors, Pierce Brosnan est le premier choix du studio et des producteurs. Beau Flynn explique ce choix : « Pierce incarne ce mélange d'allure et d'efficacité. C'est probablement ce qui lui a valu son incroyable succès dans le rôle de James Bond. Il est aussi à l'aise en smoking que dans les scènes de bagarre. L'imaginer sous le soleil, aux prises avec un vol impossible et un agent du FBI qui ne le lâche pas, était déjà une idée séduisante. »
Salma Hayek est ensuite évoquée dans le rôle féminin principal.
John Stockwell devait initialement réaliser le film mais a finalement quitté le projet en raison de désaccords avec New Line Cinema,.

### Tournage

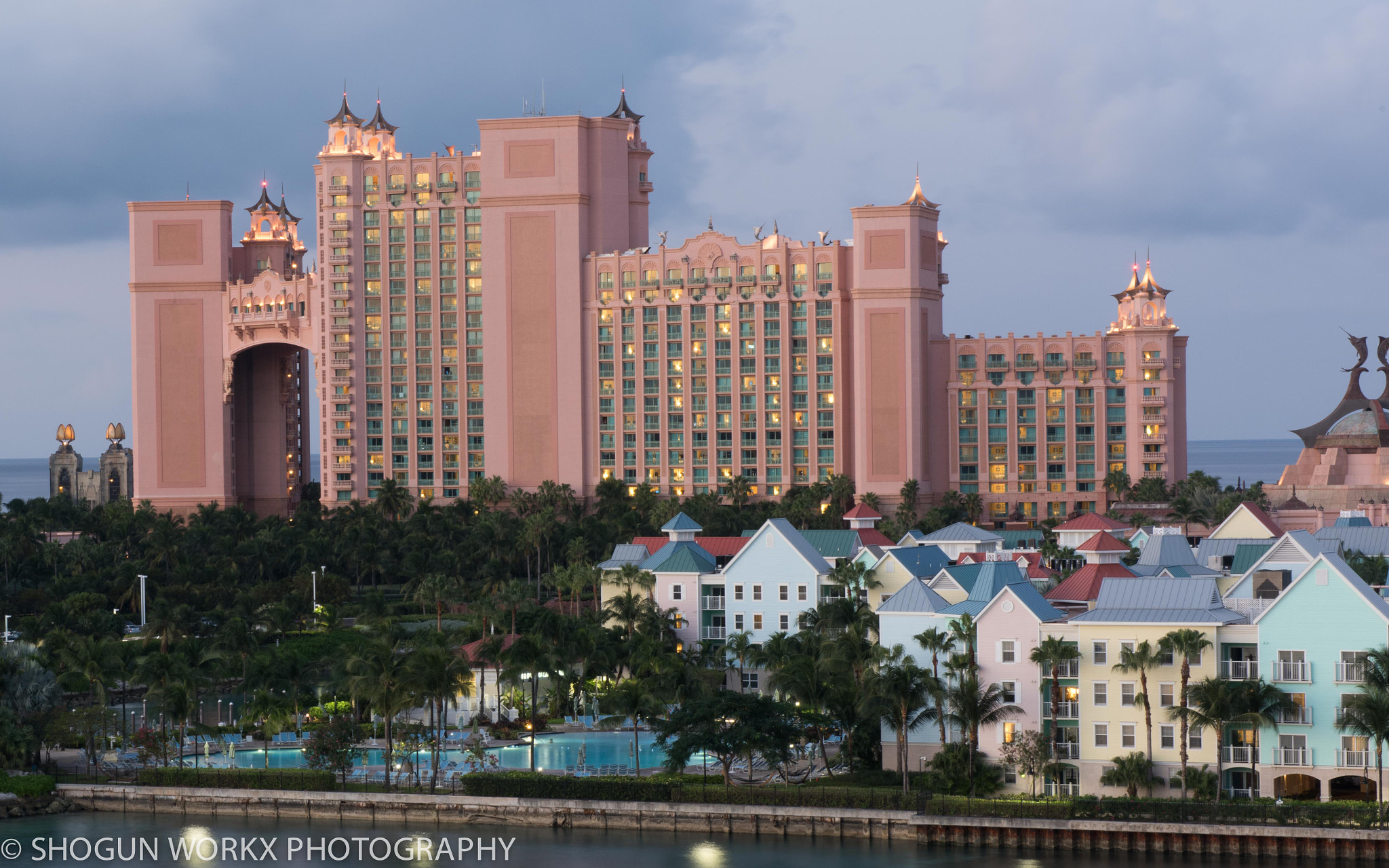
Atlantis Paradise Island

Le tournage a lieu principalement à Nassau aux Bahamas et notamment dans le club de vacances Atlantis Paradise Island, ainsi qu'en Californie : Point Mugu et Los Angeles (Staples Center, Los Angeles Center Studios),.

## Sortie et accueil

### Critique
Le film reçoit des critiques globalement négatives. Sur le site d'agrégation de critiques Rotten Tomatoes, le film n'obtient que 18% d'avis favorables, pour 137 critiques et une note moyenne de X⁄10. Le consensus suivant résumé les avis collectés : « Un thriller lisse mais fade. » Sur le site Metacritic, qui utilise une moyenne pondérée, le film obtient la note de 38⁄100 pour 32 critiques.
En France, le site Allociné propose une note moyenne de X⁄5 basée sur XX titres de presse.

### Box-office
Le film n'est pas un succès commercial avec seulement 62 millions de dollars récoltés au box-office mondial pour un budget de 60 millions.
| Pays ou région     | Box-office      | Date d'arrêt du box-office | Nombre de semaines |
| ------------------ | --------------- | -------------------------- | ------------------ |
| France             | 226 196 entrées | -                          | -                  |
| États-Unis, Canada | 28 331 233 $    | 3 février 2005             | 12                 |
| Total mondial      | 62 657 868 $    | -                          | -                  |